# Farmakodinamika
Farmakodinamika je istraživanje biohemijskog i fiziološkog dejstva leka na telo ili na mikroorganizme ili parazite unutar ili na telu i mehanizma dejstva leka i odnosa između koncentracija leka i njegovog dejstva.

Farmakokinetika se može jednostavno definisati kao to što telo radi leku, dok se farmakodinamika može definisati kao to što lek radi telu.

Grana farmakologije koja se bavi farmakološkim dejstvom na žive sisteme, uključujući reakcije sa i vezivanje za ćelijske konstituente, i biohemijske i fiziološke konsekvence tog dejstva.

Jedan dominantni primer su interakcije leka i receptora koje se mogu modelovati sa
{\displaystyle L+R\ \rightleftharpoons \ L\!\cdot \!R}
gde je L=ligand (lek), R=receptor (mesto vezivanja). Reakciona dinamika ovog procesa se može matematički izučavati koristeći oruđa kao što su mape slobodne energije. Farmakodinamika se često opisuje kao izučavanje toga šta lek radi telu, dok je farmakokinetika izučavanja dejstva tela na lek. Farmakodinamika se ponekad skraćeno označava sa "PD", a farmakokinetika sa "PK".

## Literatura
- Alan D. MacNaught; Andrew R. Wilkinson, ур. (1997). Compendium of Chemical Terminology: IUPAC Recommendations (2nd изд.). Oxford: Blackwell Science. ISBN 978-0-86542-684-9.

## Spoljašnje veze
- Werner, E. (децембар 2003). „In silico multicellular systems biology and minimal genomes”. Drug Discovery Today. 8 (24): 1121—1127. PMID 14678738. doi:10.1016/s1359-6446(03)02918-0.